# Умершие в январе 2013 года
Это список известных людей, соответствующих установленным критериям значимости (см. Википедия:Критерии значимости персоналий), умерших в январе 2013 года.
Причина смерти указывается лишь в исключительных случаях (убийство, самоубийство, гибель в результате военных действий, смертная казнь, ДТП или несчастные случаи). В остальных случаях — не указывается.

## Список

### 31 января
- Белоусова-Шотадзе, Тамара Васильевна (88) — советская и грузинская актриса; артистка Русского драматического театра имени А. С. Грибоедова, народная артистка Грузинской ССР[1].
- Гончаренко, Вениамин Алексеевич (83) — советский и российский художник, ректор Дальневосточного института искусств[2].
- Есетов, Талгат (48) — начальник академии пограничной службы Комитета национальной безопасности Республики Казахстан; самоубийство[3].
- Жангалов, Баян Жангалович (98) — казахстанский писатель, общественный деятель, член ЦК Компартии Казахстана, Герой Социалистического Труда[4].
- Кассиди, Джозеф (79) — ирландский католический деятель, архиепископ Туама в 1987—1994 годах[5].
- Мур, Калеб (25) — американский гонщик на снегоходах, четырёхкратный призёр Всемирных экстремальных игр (2010, 2011, 2012), умер от ран, полученных на соревнованиях[6].
- Нгуен Ван Мау (99) — вьетнамский католический епископ-эмерит епархии Виньлонга[7]
- Нуньо, Рубен Бонифаз (89) — мексиканский поэт—классик[8].
- Озбеген, Ферди (72) — турецкий композитор и певец[9].
- Пинегин, Тимир Алексеевич (85) — советский яхтсмен, чемпион летних Олимпийских игр в Риме (1960), участник пяти Олимпиад[10].
- Хабиби, Хасан (76) — иранский политик, вице-президент Ирана (1989—2001), министр[11].

### 30 января
- Аль-Банна, Гамаль (93) — египетский теолог, один из создателей движения «Братья-мусульмане»[12].
- Андгуладзе, Нодар Давидович (85) — советский и грузинский оперный певец (тенор), народный артист Грузинской ССР (1965)[13].
- Литвак, Михаил Анатольевич (85) — советский и российский кинопродюсер[14].
- Марло, Диана (69) — канадский политик, министр (1993—1999)[15].
- Мороз, Валентин Леонидович (74) — украинский поэт[16].
- Эндрюс, Патти (94) — американская певица, последняя участница вокального трио «Сёстры Эндрюс»[17].

### 29 января
- Бондаренко, Александр Викторович (52) — советский и украинский актёр театра и кино, народный артист Украины; скончался на сцене во время спектакля[18].
- Милошевич, Борислав (76) — сербский дипломат, посол Югославии в России (1998—2001), старший брат Слободана Милошевича[19].
- Хан, Фрэнк (87) — британский экономист[20].

### 28 января
- Берс, Андрей Александрович (78) — советский и российский учёный, один из пионеров советской кибернетики и программирования, доктор технических наук, профессор[21].
- Дертилис, Николас (92) — член греческой военной хунты, правившей страной в 1967—1974 годы, полковник[22].
- Зилиакус, Бенедикт (93) — финский писатель, сценарист и переводчик, актёр[23].
- Калымбетов, Абиль Арынович (63) — казахстанский футболист, тренер и общественный деятель, игрок и спортивный директор футбольного клуба «Кайсар» (Кзылорда, Казахстан)[24].
- Кулганек, Олдржих (72) — чешский художник, график и педагог[25].

### 27 января
- Беднаж, Александер (72) — польский актёр[26][27].
- Бодюл, Иван Иванович (95) — советский молдавский государственный деятель; первый секретарь ЦК Компартии Молдавии (1961—1980), заместитель председателя Совета Министров СССР (1980—1985)[28].
- Деран, Бернар (86) — французский актёр[29][30].
- Карноу, Стэнли (87) — американский историк и журналист, лауреат Пулитцеровской премии (1990)[31].
- Нетеркотт, Эйсер (35) — британский спортсмен-рулевой (академическая гребля), серебряный призёр Олимпийских игр по академической гребле в соревновании восьмёрок (2008)[32].
- Осташевская, Галина Трофимовна (86) — советская и украинская актриса; артистка Одесского ТЮЗа, заслуженная артистка Украины[33].
- Поболь, Николай Львович (73) — советский и российский историк, архивист[34].

### 26 января
- Васильев, Олег Владимирович (81) — советский и российский художник[35].
- Голод, Сергей Исаевич (77) — советский и российский социолог, профессор, главный научный сотрудник Социологического института РАН[36].
- Земеров, Николай Анатольевич (39) — топ-менеджер компании ОАО «Воентелеком», директор департамента обеспечения[37].
- Кудельский, Стефан (83) — польско-швейцарский инженер, создатель и производитель серии профессиональных магнитофонов «Награ», лауреат четырёх технических Оскаров и технической премии «Эмми»[38].
- Левинских, Александр Александрович (93) — генеральный директор ОКБ им. А. С. Яковлева (1984—1990)[39].
- Ловелл, Патрисия (83) — австралийский продюсер («Галлиполи»)[40].
- Лютвинский, Валентин Павлович (74) — советский спортсмен, родоначальник советского и российского гребного слалома. Заслуженный тренер РСФСР[41].
- Накадзима, Хироси (84) — генеральный директор Всемирной организации здравоохранения (ВОЗ) (1988—1998)[42].
- Стюарт, Джеймс (78) — генеральный секретарь Коммунистической партии Ирландии (1984—2002)[43].
- Ундасынов, Искандер Нуртасович (83) — советский и российский историк, доктор исторических наук, профессор, сын Нуртаса Ундасынова[44].
- Филлипс, Ллойд (63) — новозеландский продюсер и сценарист, первый новозеландский лауреат премии «Оскар» за фильм «Основание доллара»[англ.] (en) (1981)[45].
- Ясуока, Сётаро (92) — японский писатель, видный представитель литературной группы «третьих новых»[46].

### 25 января
- Абрамкин, Валерий Фёдорович (66) — российский общественный деятель, правозащитник, бард[47].
- Асселен, Мартиаль (88) — канадский политик, Лейтенант-губернатор Квебека (1990—1996)[48].
- Булат, Раде (92) — югославский, хорватский партизан, генерал и политик; командир 13-й пролетарской ударной бригады[49].
- Кампельман, Макс (92) — американский дипломат, руководитель делегации США на переговорах с СССР по ядерному и космическому вооружению в Женеве (1985—1989)[50][51].
- Корбей, Норман (56) — канадский композитор[52].
- Кумариану, Эрини (82) — греческая актриса[53][54].
- Лёвберг, Осе (89) — норвежская оперная певица[55].
- Симамото, Сёдзо (85) — японский художник[56].
- Шефов, Александр Николаевич (80) — советский и российский историк, лауреат Государственной премии СССР (1986)[57].

### 24 января
- Гакаев, Муслим Вахаевич (39) — чеченский бандглаварь[58].
- Гакаев, Хусейн Вахаевич (42) — чеченский бандглаварь[58].
- Горлина, Любовь Григорьевна (86) — российский филолог-германист, переводчица со скандинавских языков[59].
- Духан, Борис Самуилович (64) — российский политолог и политик, вице-губернатор Нижегородской области (1997—1998)[60].
- Козловский, Альфред Иванович (83) — директор «Нижнеднепровского трубопрокатного завода» (1989—2001), Герой Социалистического Труда, Герой Украины (1999)[61].
- Коломер, Хосе (77) — испанский хоккеист, бронзовый призёр летних Олимпийских игр в Риме (1960) по хоккею на траве[62] Архивная копия от 3 марта 2016 на Wayback Machine.
- Мажд, Мохамед (62) — марокканский актёр, лауреат международных фестивалей[63].
- Митиков, Юрий Иванович (71) — старший лейтенант Советской Армии, лётчик-испытатель, участник Афганской войны, Герой Российской Федерации (2005)[64].
- Перфильев, Владимир Михайлович (69) — российский композитор[65].
- Плотников, Леонид (?) — заместитель начальника Управления ФСБ по Свердловской области, самоубийство[66].
- Соснин, Виталий Фёдорович (89) — советский и российский железнодорожник, заместитель министра путей сообщения СССР (1977—1984), Герой Социалистического Труда[67].
- Теллингер, Вильгельм Павлович (62) — советский и украинский футболист и тренер венгерского происхождения, наиболее известен по выступлениям за ЦСКА в 1970-х годах, мастер спорта[68].

### 23 января

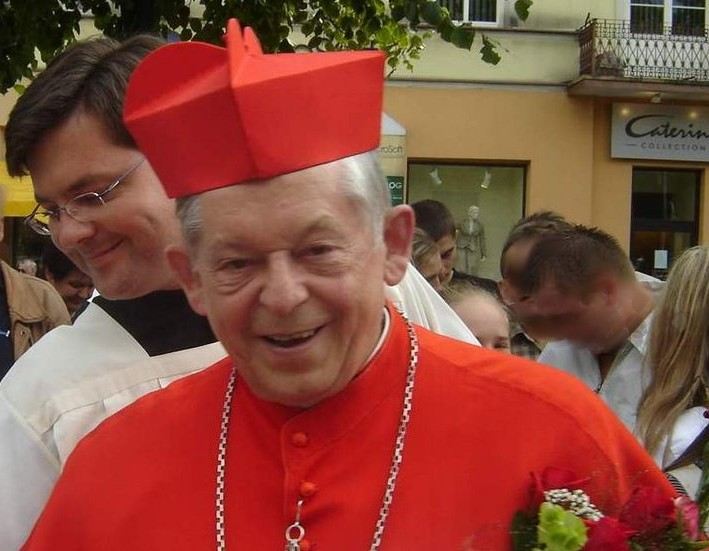
Юзеф Глемп

- Глемп, Юзеф (83) — польский кардинал, примас Польши (1981—2009)[69].
- Гримонпон, Жак (87) — французский футболист, участник чемпионата мира (1954)[70].
- Никрем, Дженис (88) — американская актриса[71].
- Пэйн, Джимми (86) — британский футболист, последний участник финала Кубка Англии по футболу 1950[72].
- Релин, Вейт (86) — немецкий актёр и режиссёр[73][74].
- Сизинцев, Андрей Семёнович (47) — актёр санкт-петербургского театра АХЕ, звукорежиссёр, композитор; рак[75].
- Шаумайер, Мария (81) — австрийский экономист и политик, президент Австрийского национального банка (1990—1995)[76].
- Янкевич, Том (49) — американский сценарист («Убийство в Гросс-Пойнте»)[77].

### 22 января
- Барриос, Игнасио (82) — мексиканский художник
- Винницка, Люцина (84) — польская актриса[78].
- Квашнина, Светлана Ивановна (71) — профессор Тюменского государственного нефтегазового университета, доктор медицинских наук, убийство[79].
- Криворученко, Владимир Константинович (82) — профессор Московского гуманитарного университета, самоубийство[80].
- Курчатов, Азат Гайнуллович (81) — общественный деятель, зоотехник, академик РАЕН[81].
- Литвинова, Анна Владимировна (29) — российская фотомодель, рак[82]
- Маричнигг, Гюнтер (79) — немецкий спортсмен, серебряный призёр летних Олимпийских игр в Риме (1960) по греко-римской борьбе во 2-м полусреднем весе[83].
- Маттос, Лидия (88) — бразильская актриса[84] Архивная копия от 26 января 2013 на Wayback Machine[85].
- Танько, Владимир Александрович (75) — заместитель исполнительного директора Мариинского театра оперы и балета[86].
- Теодореску, Маргарета (80) — румынская шахматистка, гроссмейстер[87].
- Трибельгорн, Александр Александрович (64) — российский актёр, народный артист России[88].
- Хвостенко, Светлана Викторовна (58) — российская поэтесса и писательница, публицист[89].

### 21 января
- Афкурак, Хасан Дахир – сомалийский государственный и политический деятель, вице-президент Пунтленда.
- Баркова, Нина Васильевна (86) — искусствовед и сценарист неигрового кино[90].
- Варшавский, Родион Исаакович (63) — советский и российский кинооператор[91].
- Гарроне, Рикардо (76) — владелец ФК «Сампдория», генеральный директор фирмы ERG[92].
- Иерусалимский, Владимир Вениаминович (79) — главный тренер сборной СССР по биатлону (1966—1974, 1982—1987)[93].
- Кастри, Массимо (69) — итальянский актёр[94].
- Клозен, Элден (89) — американский банкир, президент Bank of America (1970—1981, 1986—1990) и Всемирного банка (1981—1986)[95].
- Плашков, Сергей Германович (53) — актёр, заслуженный артист России (2006)[96].
- Попрядухин, Александр Иванович (74) — старший инспектор-дежурный 127-го отделения милиции Москвы, Герой Советского Союза[97].
- Серрано, Умберто (70) — аргентинский актёр[98].
- Уиннер, Майкл (77) — британский кинорежиссёр, сценарист, продюсер и актёр[99]..
- Хорниг, Дональд (92) — американский химик, президент Брауновского университета (1970—1976)[100].
- Чумпол Слипа-арча (72) — таиландский политик, министр туризма и спорта с 2008 года, заместитель премьер-министра с 2011 года[101].

### 20 января
- Амелин, Сергей Николаевич (46) — гендиректор компании «Стройимпульс», президент петербургского футбольного клуба «Динамо», сердечный приступ[102].
- Лыткин, Михаил Иванович (93) — советский и российский учёный и педагог, доктор медицинских наук, профессор, генерал-майор медицинской службы, почётный доктор Военно-медицинской академии.
- Сибата, Тоё (101) — японская поэтесса[103][104].
- Уильямс, Фредди (86) — британский мотогонщик, двукратный чемпион мира по спидвею (1950, 1953)[105].
- Сперанский, Андрей Кириллович — советский и российский художник и композитор
- Траньков, Леонид Степанович (62) — мастер спорта международного класса СССР по конному спорту, отец фигуриста Максима Транькова, инфаркт[106].
- Чернявский, Михаил Михайлович (74) — белорусский археолог и политический деятель, один из основателей Громады[107]

### 19 января
- Банник, Анатолий Александрович (91) — советский шахматист, пятикратный чемпион Украины[108].
- Болучевский, Владимир Алексеевич (59) — российский сценарист, писатель, музыкант («Аквариум», «Воскресение»)[109].
- Бутов, Сергей Алексеевич (89) — начальник Управления противолодочного вооружения ВМФ (1975—1985), вице-адмирал в отставке[110].
- Гуменюк, Юрий (43) — белорусский журналист и поэт, погиб при невыясненных обстоятельствах[111].
- Гюмри, Абдеррахим (36) — марокканский бегун на длинные дистанции, автокатастрофа[112].
- Заботин, Сергей Николаевич (76) — российский киноактер; сердечный приступ[113].
- Косарев, Александр Борисович (68) — российский кинорежиссёр, сценарист и актёр[114].
- Массакуа, Ханс-Юрген (86) — немецко-американский журналист и писатель[115].
- Мюллер, Стивен (85) — президент Университета Джонса Хопкинса (1972—1990)[116].
- Путман, Андре (87) — французский дизайнер интерьеров и предметов обихода[117].
- Сисньега Кампбель, Марсель (53) — мексиканский шахматист, гроссмейстер[118].
- Тайхо Коки (72) — выдающийся японский борец сумо украинского происхождения, 48-й ёкодзуна, победитель в 32 турнирах серии «Хонбасё»[119].
- Хиршовиц, Бэзил Айзек (87) — американский гастроэнтеролог, создатель гибкого волоконно-оптического фиброгастроскопа[120]

### 18 января
- Гузь, Виктор Филиппович (72) — руководитель детского хора «Пламя», лауреат международных конкурсов[121].
- Нахман, Рон (70) — израильский политик, основатель Ариэля и его мэр (1978—1979, 1985—2013)[122].
- Свидерский, Владимир Леонидович (81) — советский и российский учёный-физиолог, директор Института эволюционной физиологии и биохимии им. И. М. Сеченова АН СССР и РАН (1981—2004), академик РАН[123]..
- Стерн, Теодор (100) — президент Чарльстонского колледжа (1968—1978)
- Фаллон, Шон (90) — ирландский футболист, тренер[124].
- Чагас, Вальмор (81) — бразильский актёр[125].

### 17 января
- Арджуни, Якоб (48) — немецкий писатель, лауреат Германской литературной премии (1992)[126] [www.livelib.ru/author/310581].
- Биранд, Мехмед Али (71) — турецкий журналист[127].
- Гильен, Фернандо (80) — испанский актёр[128].
- Долматов, Александр Юрьевич (35) — российский конструктор и политический активист; самоубийство[129].
- Качиньская, Ядвига (87) — польский филолог, ветеран Армии Крайовой, мать Ярослава и Леха Качиньских[130].
- Лео, Клаудио (40) — гитарист, один из создателей итальянской gothic metal-группы Lacuna Coil[131]..
- Мартини, Луиз (81) — австрийская актриса[132][133].
- Нангвэйл, Энг Абнер (79) — угандийский политик, министр труда (1980—1985)[134].
- Нкомо, Джон (78) — второй вице-президент (2009—2013) и спикер парламента Зимбабве (2005—2008)[135].
- Петрова, Валентина Львовна (52) — призёр первенства СССР по прыжкам на батуте[136].
- Поттер, Ник (61) — британский музыкант («Van der Graaf Generator»)[137].
- Сагарадзе, Гурам Георгиевич (84) — грузинский театральный актёр[138].
- Сутема, Люне (85) — литовская поэтесса[139].
- Хейфец, Михаил Давыдович (83) — российский журналист[140].
- Худ, Джеймс (70) — американский борец с расовой сегрегацией афроамериканцев[141].
- Чю, Роберт (52) — американский актёр[142].
- Шевцов, Иван Михайлович (92) — советский и российский писатель[143].

### 16 января
- Атмачиди, Аким Иванович (75) — директор Семипалатинского производственного объединения сборного железобетона, Народный герой Казахстана, заслуженный строитель Казахской ССР[144].
- Кассан, Андре (86) — французский инженер-электрик, изобретатель «Волшебного экрана»[145].
- Кимобва, Самсон (57) — кенийский легкоатет, рекордсмен мира в беге на 10 000 метров (1977—1978)[146] Архивная копия от 8 марта 2013 на Wayback Machine.
- Мекшило, Евдокия Пантелеевна (81) — советская лыжница, олимпийская чемпионка (1964), заслуженный мастер спорта СССР (1964)[147].
- Моран, Гертруда (89) — американская теннисистка[148].
- Перес, Исидро (47) — мексиканский боксёр, чемпион мира (1990—1992)[149].
- Петухов, Михаил Серафимович (79) — советский и украинский яхтсмен, победитель и призёр международных регат[150].
- Прадье, Перетт (74) — французская актриса[151].
- Триана, Марифе де (76) — испанская актриса[152].
- Усоян, Аслан Рашидович («Дед Хасан») (75) — российский криминальный авторитет, вор в законе; убийство[153]..
- Хак, София (41) — британская актриса[154].
- Холловэй, Барри (78) — первый спикер Национального парламента Папуа — Новой Гвинеи (1975—1977), министр финансов (1977—1982)[155].
- Эрнандес, Ное (34) — мексиканский легкоатлет, серебряный призёр летних Олимпийских игр в Сиднее (2000) по спортивной ходьбе на 20 км[156].

### 15 января

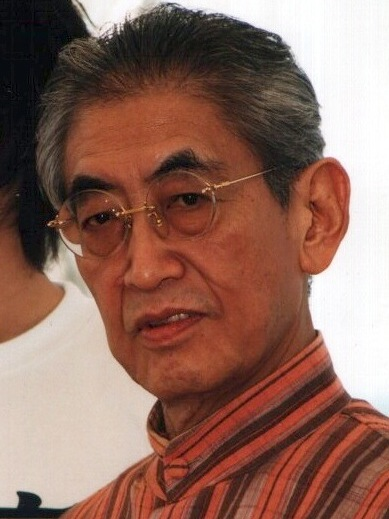
Нагиса Осима

- Абаджян, Владимир Амвросьевич (85) — советский армянский актёр, народный артист Армянской ССР[157].
- Абдылдаев, Бекеш (80) — советский киргизский кинорежиссёр, народный артист Кыргызстана[158].
- Бако, Марта (92) — венгерская актриса[159][160].
- Баратов, Рауф Баратович (91) — советский таджикский учёный-геолог, академик Академии наук Республики Таджикистан[161].
- Бышевский, Анатолий Шулимович (83) — доктор медицинских наук, профессор, член-корреспондент Российской академии естествознания, заслуженный изобретатель России[162].
- Дьякова, Клавдия Ильинична — советская и российская челябинская писательница и журналист[163].
- Ильинский, Алексей Михайлович (94) — цыганский, российский писатель, спортсмен, подполковник в отставке.
- Кирнэл, Ли (68) — американский редактор («Houston Chronicle»), лауреат Пулитцеровской премии (1983)[164].
- Кособукин, Юрий Артёмович (62) — советский украинский художник-карикатурист[165].
- Магомедов, Магомед Гаджиевич (55) — судья Верховного суда Дагестана. Убит[166].
- Осима, Нагиса (80) — японский режиссёр и сценарист, лауреат приза за лучшую режиссуру Каннского кинофестиваля (1978), пневмония[167].
- Понталис, Жан-Бертран (89) — французский философ, психоаналитик и писатель[168].
- Попхадзе, Зураб Тамазович (40) — грузинский футболист «Крылья Советов» (Самара), самоубийство[169].
- Робертсон, Роберт (95) — канадский государственный служащий, комиссар и генеральный директор Северо-Западных территорий (1953—1963), ректор Карлтонского университета (1980—1990)[170].
- Ромодановская, Елена Константиновна (75) — советский и российский литературовед, член-корреспондент РАН[171].
- Султанходжаев, Абдимубди Нигманович (83) — советский и узбекистанский гидрогеолог, академик Академии наук Республики Узбекистан[172].
- Томас, Джон (71) — американский легкоатлет, мировой рекордсмен по прыжкам в высоту (1960—1961), призёр летних Олимпийских игр в Риме (1960) и Токио (1964), главный соперник Валерия Брумеля[173].
- Туровский, Юрий (73) — канадский виолончелист и дирижёр советского происхождения, основатель Монреальского камерного оркестра[англ.] (en)[174].
- Фризель, Владимир (90) — русский архитектор, эмигрировавший из СССР, по его проекту построен международный аэропорт в столице Мадагаскара Антананариву[175].
- Чучо Кастильо(68) — мексиканский боксёр, чемпион мира в наилегчайшем весе (1970—1971)[176].
- Эдельман, Дэниел (92) — основатель и глава одного из крупнейших международных PR-агентств Edelman[177].
- Ян Байбин (92) — член Политбюро ЦК КПК 14-го созыва, генеральный секретарь Центрального военного совета и начальник Главного политического управления НОАК[178].
- Головина Анна Степановна (82) — заслуженный пенсионер СССР, директор библиотеки г. Джалал-Абад, Кыргызстан.

### 14 января
- Альвера́, Джорджо (69) — итальянский бобслеист, чемпион мира (1975)[179].
- Бирк, Иехудит (87) — израильский биохимик, открывшая ингибитор протеазы Баумана—Бирк (en)[180].
- Бэйн, Конрад (89) — американский актёр[181].
- Гуреев, Сергей Николаевич (94) — участник Великой Отечественной войны, Герой Советского Союза[182].
- Жейлитбаев, Серик Нурмагамбетович (38) — советский и казахстанский футболист, тренер[183]..
- Козлитин, Роман — заместитель главного редактора газеты «Новая Сибирь» (Новосибирск); трагически погиб[184].
- Макаров, Игорь Михайлович (85) — советский и российский учёный в области информационных технологий, академик РАН, главный учёный секретарь Президиума АН СССР (РАН) (1988—1997)[185].
- Маккинли, Джон (80) — американский гребец академического стиля, серебряный призёр летних Олимпийских игр в Мельбурне (1956) в соревнованиях четверок[186].
- Маточкин, Евгений Палладиевич (70) — российский учёный, искусствовед, художник, музыкант, исследователь жизни и творчества Н. К. Рериха[187].
- Рыбалкин, Станислав "Joker" (33) — вокалист Московской модерн-метал / металкор группы Scartown[188].

### 13 января

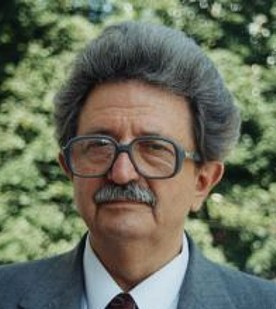
Михаил Горынь

- Браун, Билли (61) — австралийский актёр[189].
- Борманн, Рюдигер (60) — немецкий физик, президент Байройтского университета[190].
- Галиндо, Лусеро (73) — колумбийская актриса[191].
- Горынь, Михаил Николаевич (82) — украинский политический деятель, советский диссидент[192]
- Кавара, Рики (75) — японский политик, генеральный директор Управления национальной обороны (министр обороны) (1987—1988)[193].
- Калюжный, Иван Иванович (71) — заслуженный тренер СССР и России по греко-римской борьбе[194].
- Клерико, Джекки (83) — французский бизнесмен, хозяин Мулен Ружа[195].
- Рекниц, Джек (81) — немецкий и польский актёр[196].
- Уайтман, Артур (90) — американский математический физик, автор аксиом Уайтмана, лауреат Премии Пуанкаре (1997)[197].
- Шагин, Владимир Константинович (66) — директор иркутского музыкального театра им. Загурского (1998—2013)[198]
- Ювеналий (83) — митрополит (на покое) Курский и Рыльский РПЦ (1984—2004)[199].

### 12 января

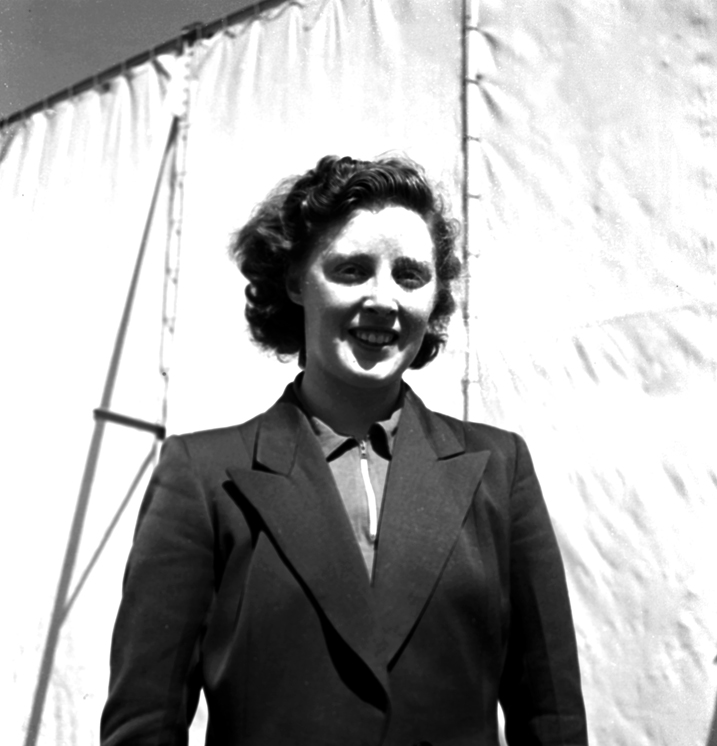
Хелен Эллиот

- Алгайыт (73) — азербайджанский народный ашуг[200].
- Бабич, Грегори Виктор (49) — австралийский писатель[201].
- Брайант, Пресиаус (71) — американская певица и гитарист[202].
- Ильичёв, Георгий Владимирович (43) — российский журналист[203].
- Лейсон, Леон (85) — самый молодой фигурант «списка Шиндлера», проживавший в США[204].
- Лисаран, Анна (68) — испанская актриса[205].
- Окубо, Кото (115) — самая пожилая (верифицированная) женщина в мире[206].
- Паттерсон, Юджин (89) — американский журналист, лауреат Пулитцеровской премии (1967)[207].
- Платан, Виктор (93) — финский пятиборец, четырёхкратный призёр чемпионатов мира (1949, 1950, 1951)[208].
- Титов, Виталий Леонидович (75) — российский актёр и композитор[209].
- Рахимберлин, Нурлан (52) — начальник Департамента внутренних дел Карагандинской области (Казахстан) (2009—2013), генерал-майор[210].
- Хасано (136) — самая пожилая (неверифицированная) женщина в мире[211].
- Шмидт, Юрий Маркович (75) — российский правозащитник и адвокат, руководитель защиты главы НК «ЮКОС» Михаила Ходорковского[212].
- Эллиот, Хелен (85) — шотландская теннисистка, двукратный чемпион и неоднократный призёр чемпионатов мира по настольному теннису (1948, 1949, 1950, 1952, 1955, 1957)[213].

### 11 января

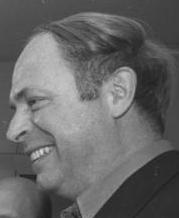
Ларс Вернер

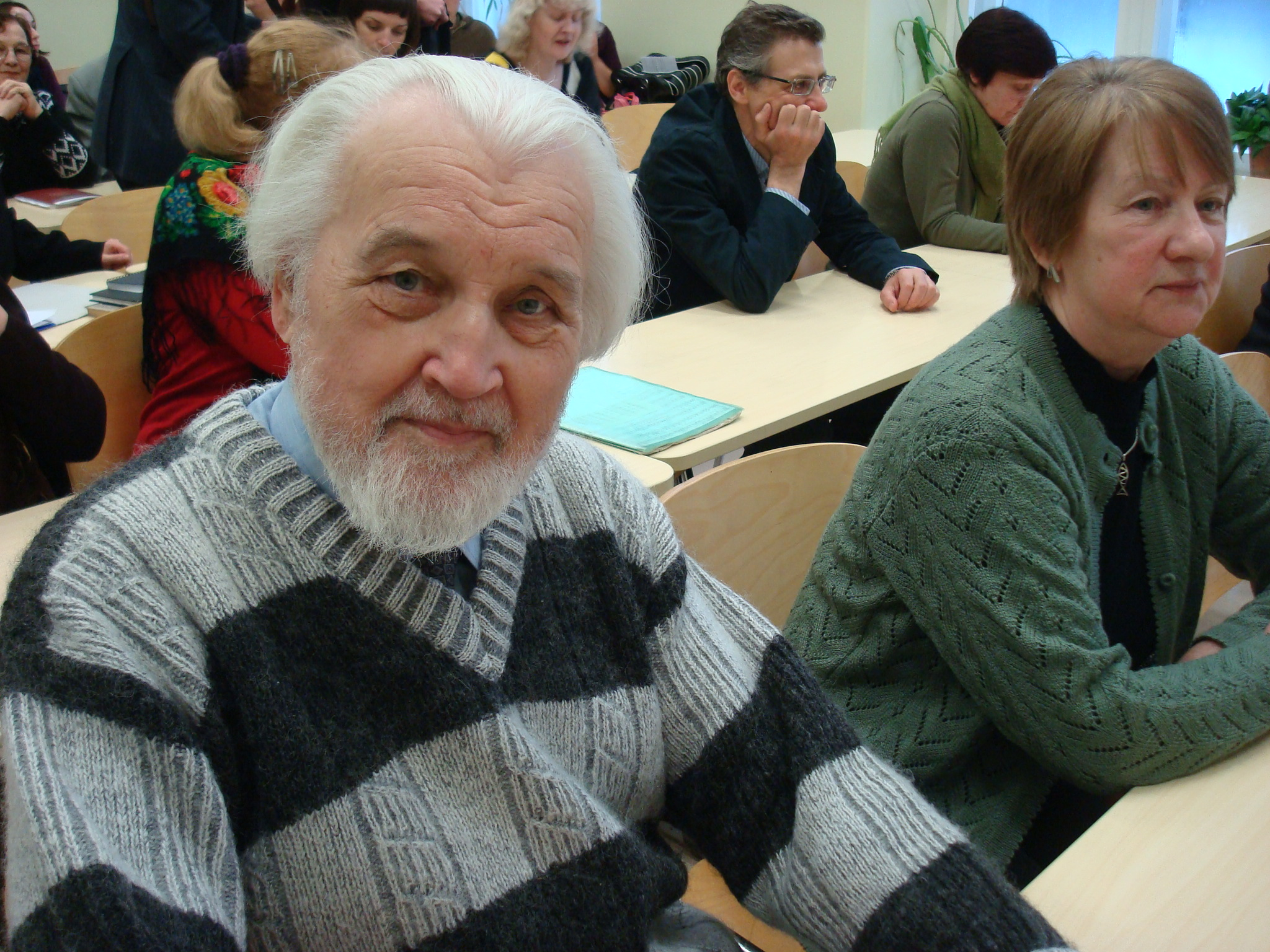
Сергей Исаков

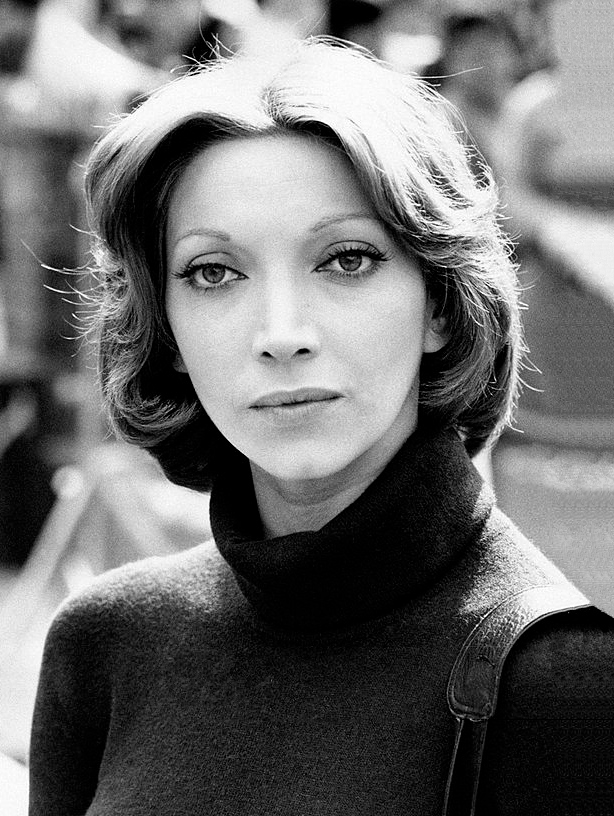
Марианджело Мелато

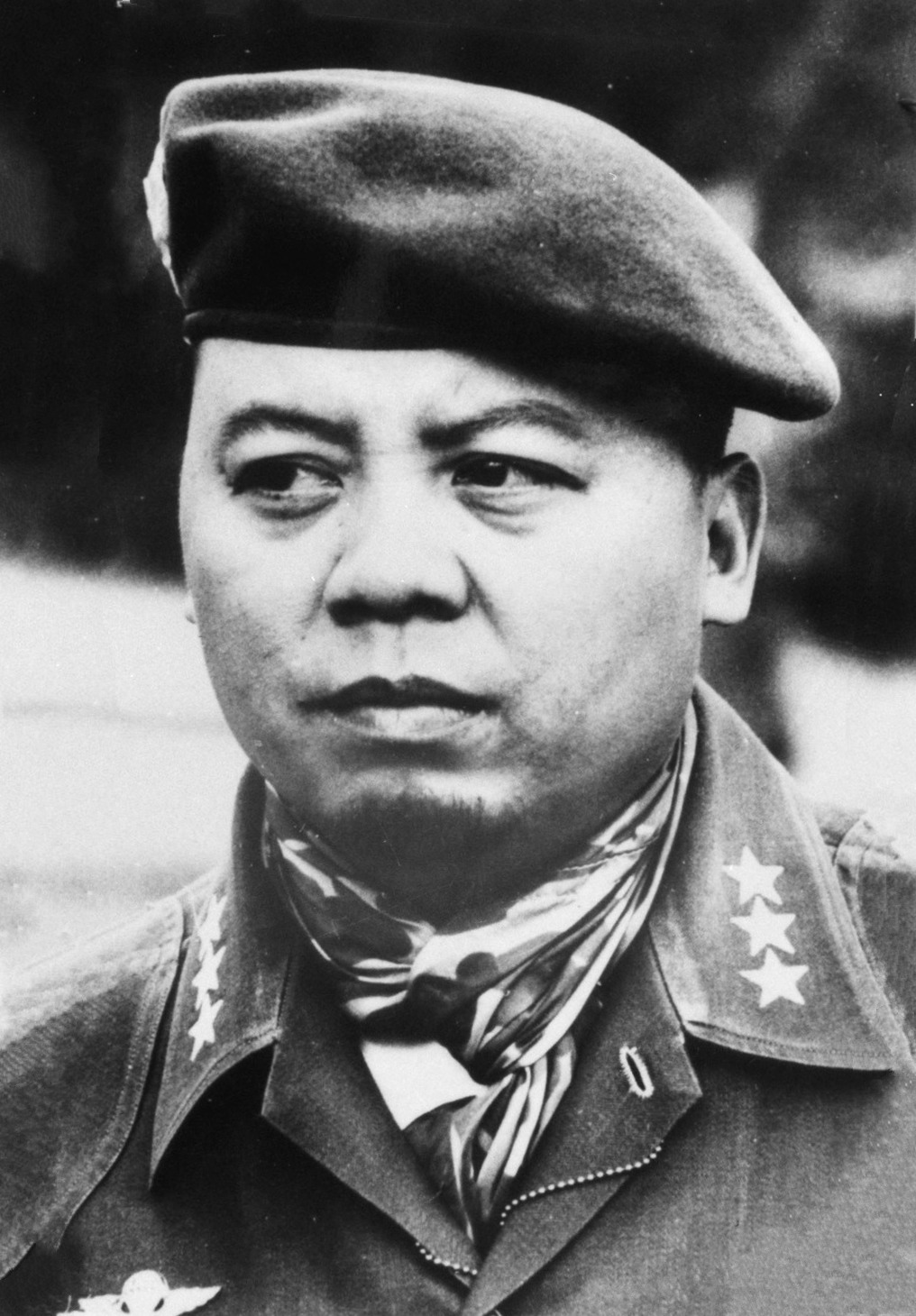

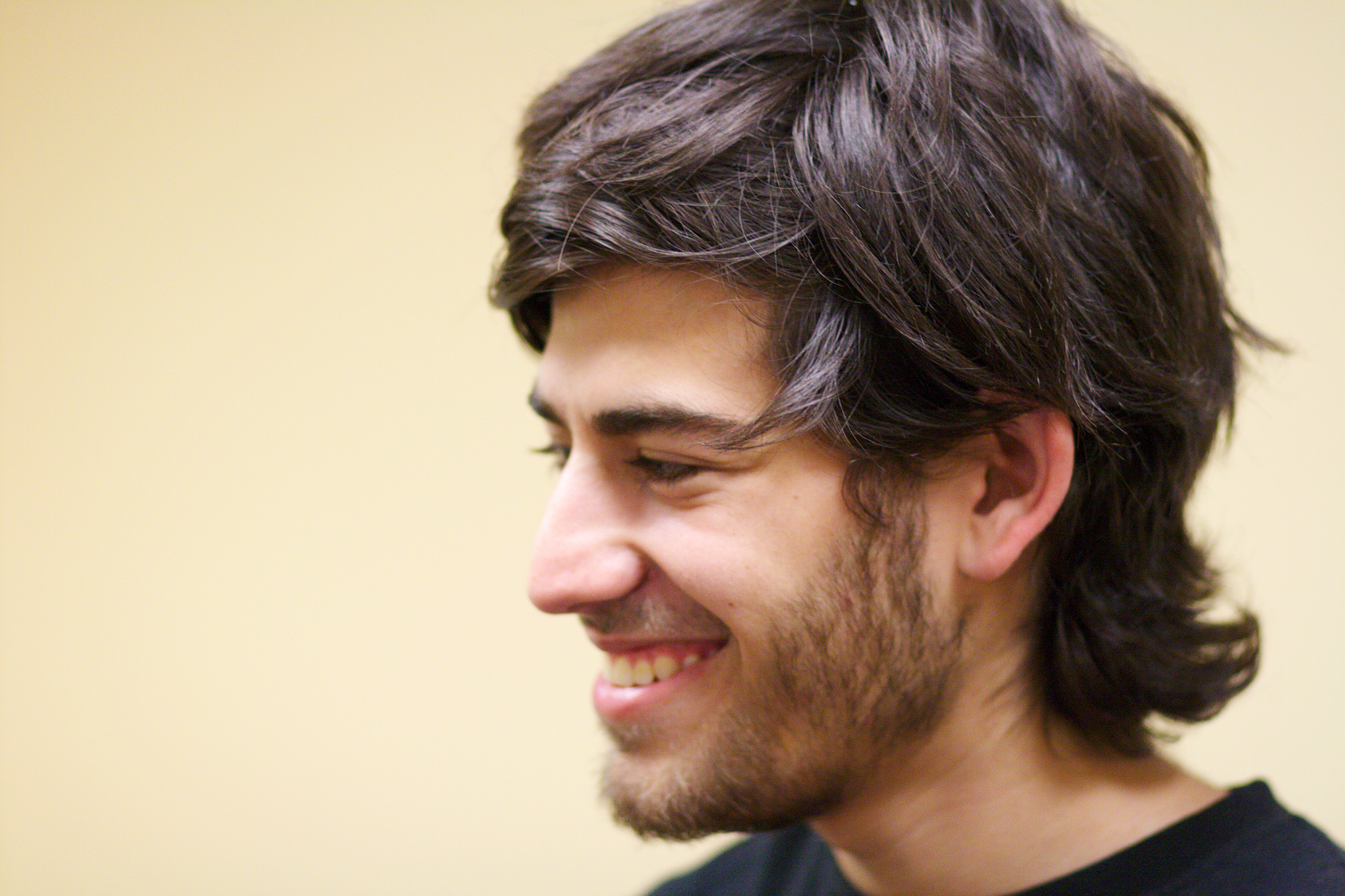
Аарон Шварц

- Бабийчук, Ростислав Владимирович (101) — украинский государственный деятель, министр культуры УССР (1956—1971), первый секретарь Житомирского обкома ВКП(б) (1951)[214]..
- Буржен, Тома (25) — французский мотогонщик; автокатастрофа[215].
- Вернер, Ларс (77) — шведский политик, председатель Левой партии (коммунистической) (1975—1993)[216].
- Исаков, Сергей Геннадиевич (81) — эстонский литературовед, профессор-эмеритус отделения славянской филологии Тартуского университета, лауреат Государственной премии Эстонии[217].
- Кочергин, Николай Григорьевич (89) — актёр Московского государственного областного Камерного театра, заслуженный артист России, старейший актёр Московской области.
- Мбаре, Ба Мамаду (67) — председатель Верхней палаты парламента Мавритании (2007—2013), и. о. Президента (апрель-август 2009)[218].
- Мелато, Марианджела (71) — итальянская актриса[219].
- Монгуш, Сергей Саин-Белекович (60) — министр внутренних дел Республики Тува (1994—2003)[220].
- Нгуен Кхань (85) — глава государства и премьер-министр Южного Вьетнама (1964)[221].
- Форти, Гвидо (72) — основатель команды автогонщиков Форти[222].
- Шварц, Аарон (26) — американский программист и блогер; самоубийство[223].

### 10 января

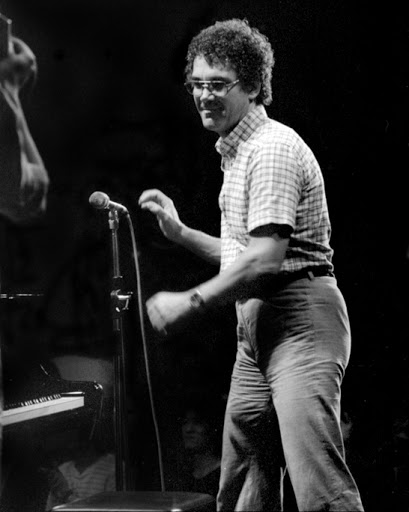
Клод Нобс

- Аделаар, Кристель (77) — нидерландская актриса[224].
- Анайя, Марио (85) — министр иностранных дел Боливии (1981)[225]. Архивная копия от 17 января 2013 на Wayback Machine
- Анушевиц, Карлис (82) — литовский актёр
- Больбот, Павел Пантелеевич (89) — ветеран Великой Отечественной войны, полный кавалер ордена Славы[226]
- Грунц, Джордж — швейцарский композитор и пианист[227].
- Джансыз, Сакине (55) — одна из основательниц Рабочей партии Курдистана; убийство[228]
- Коннелл, Эван (71) — американский писатель и сценарист («Мистер и миссис Бридж», «Сын утренней звезды»)[229].
- Корвин, Мацей (59) — польский актёр и театральный режиссёр, директор Музыкального театра им. Бадушковой в Гдыни[230].
- Марани, Примо (90) — капитан-регент Сан-Марино (1957 и 1980)[231].
- Нобс, Клод (76) — швейцарский музыкальный деятель, основатель и генеральный директор Джазового фестиваля в Монтрё[232]..
- Нугманов, Асылбек Газизович (79) — казахстанский кинорежиссёр[233].
- Романова, Людмила Павловна (83) — врач красногорской районной больницы, заведующая отделением, Герой Социалистического Труда[234].
- Скоробегов, Дмитрий Валентинович (80) — директор иркутского драматического театра им. Н. П. Охлопкова (1993), музыкального театра им. Загурского (1986—1993 и 1995—1998), заслуженный работник культуры Российской Федерации[235].

### 9 января

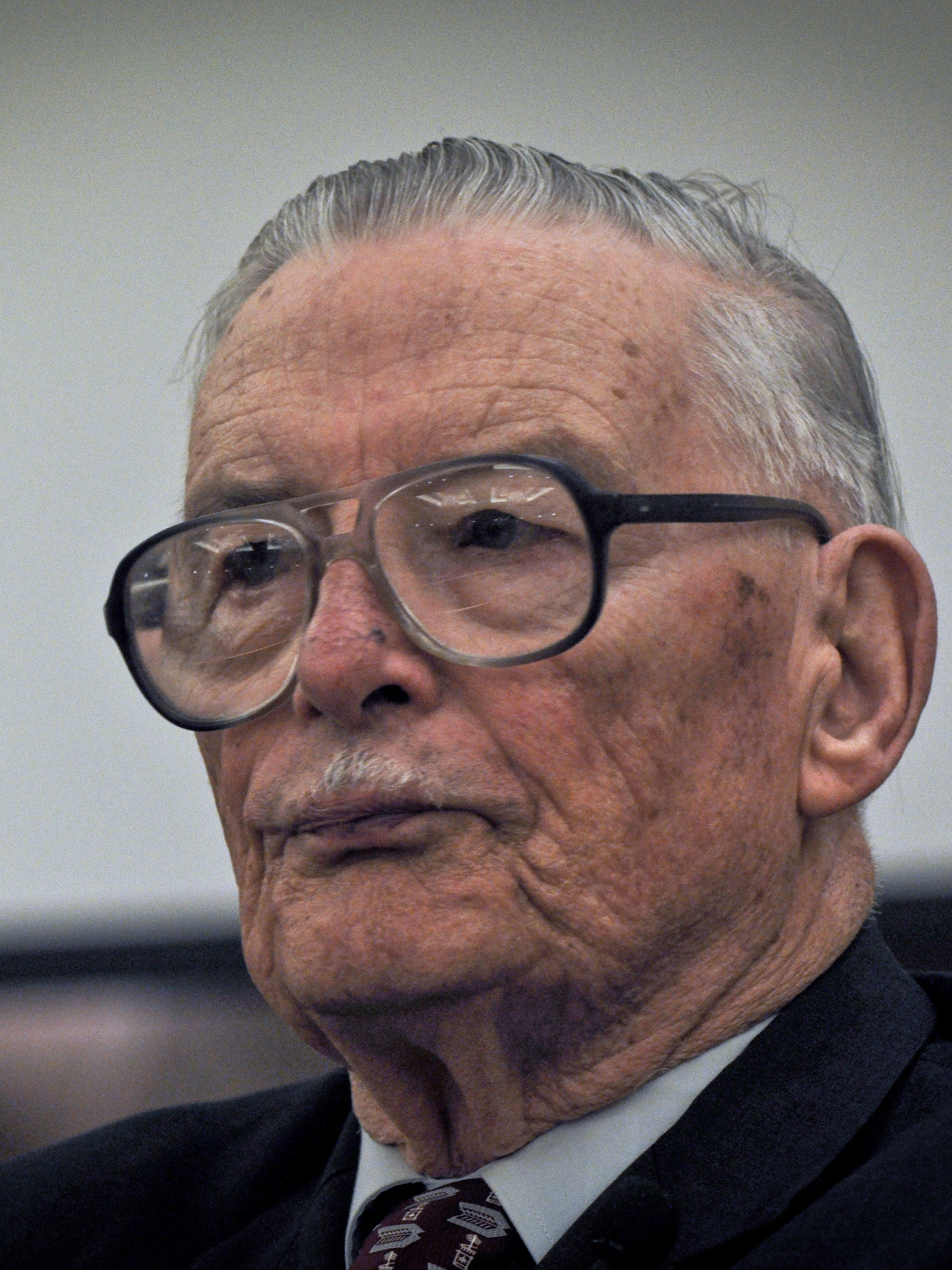
Джеймс Макгилл Бьюкенен-младший

- Асконас, Бриджит (89) — британский иммунолог. Член Лондонского королевского общества.
- Бессараб, Валерий Александрович (68) — советский и украинский актёр. Народный артист Украинской ССР (1987)[236].
- Боровский, Фёдор Моисеевич (79) — российский писатель[237].
- Бьюкенен, Джеймс Макгилл (93) — американский экономист, лауреат Нобелевской премии (1986)[238].
- Вайс, Джон (77) — канадский политик, министр сельского хозяйства (1979—1980, 1984—1988)
- Кинг, Тарсем (75) — британский политик от Лейбористской партии[239].
- Кияница, Алиса Витальевна (74) — первый главврач Краснодарской детской краевой клинической больницы, главный педиатр Краснодарского края (1982—2001), Заслуженный врач РФ[240].
- Кутманалиев, Эшим Кутманалиевич (74) — первый президент Национального олимпийского комитета (НОК) Кыргызстана (1991—2004 и 2005—2006)[241].
- Лахаева, Екатерина Иосифовна (85) — прядильщица Смоленского льнокомбината, Герой Социалистического Труда (1966).
- Махкамова, Гавхар Шукриятовна (79) — первая леди Таджикистана, супруга первого президента Таджикистана Кахара Махкамова[242].
- Нафиик, Ризана (24 или 30) — шри-ланкийская домработница в Саудовской Аравии, признана виновной в предумышленном убийстве. Казнена[243]..
- Роблан, Армандо (81) — американский актёр, неоднократно исполнявший в кино роль Фиделя Кастро[244].
- Садомская, Наталья Николаевна (85) — учёный-этнограф, профессор Центра социальной антропологии РГГУ, участница диссидентского движения советского периода[245].
- Фастенко, Владимир Илларионович (85) — советский и российский кинооператор[246].
- Фиц, Петер (81) — немецкий актёр[247].
- Хабарова, Олимпиада Викторовна (86) — телятница племзавода «Холмогорский», Герой Социалистического Труда[248].
- Югин, Виктор Алексеевич (71) — член Союза журналистов и Союза писателей России, народный депутат, член Президиума Верховного Совета РФ (1990—1993), председатель Лентелерадио и российской государственной ТРК «Петербург».

### 8 января

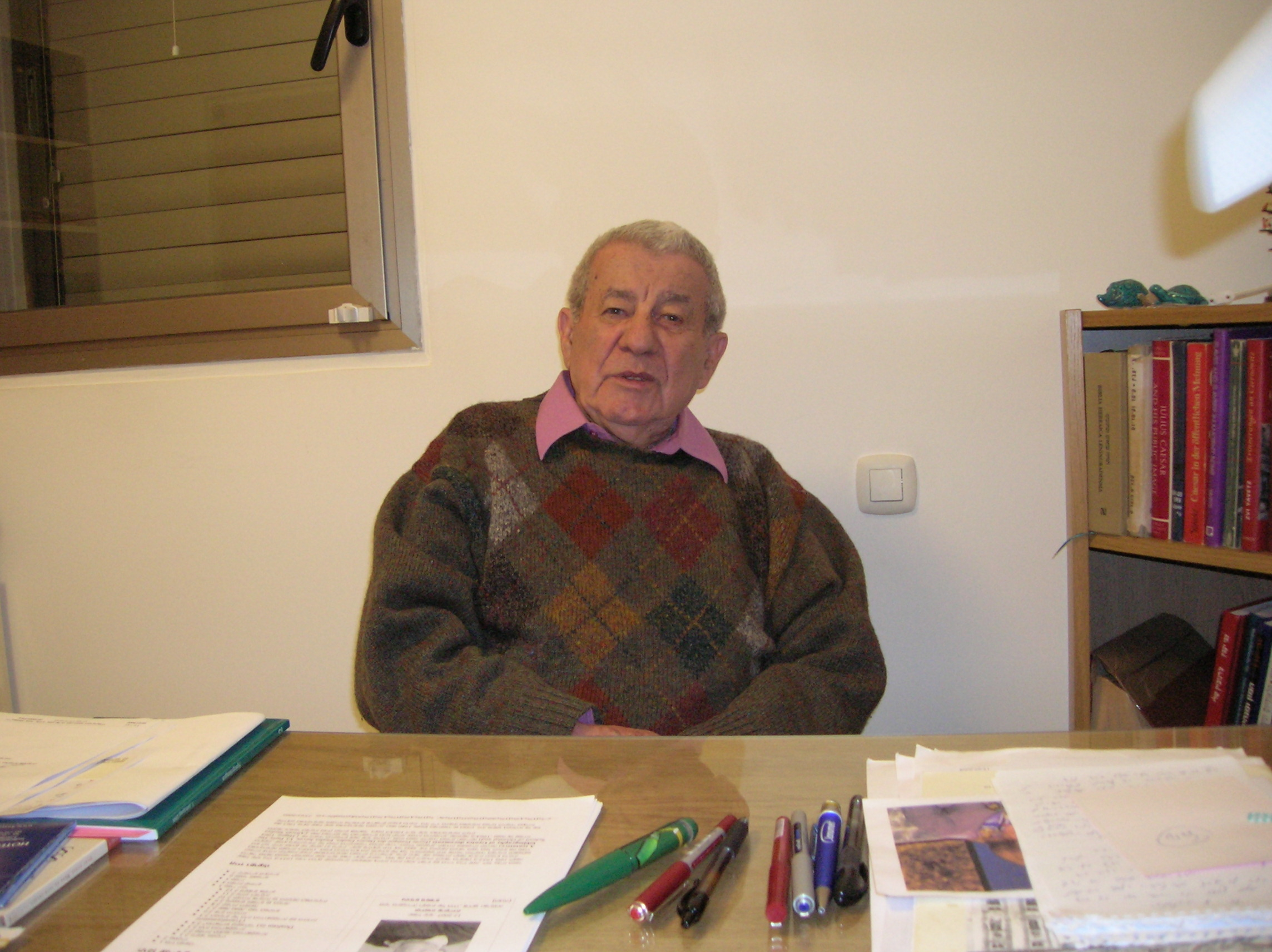
Цви Явец

- Араиса, Рауль (77) — мексиканский актёр, кинорежиссёр и продюсер[249].
- Диккенс, Мэтью (51) — американский актёр и режиссёр[250].
- Димитриев, Василий Димитриевич (88) — российский историк, доктор исторических наук, профессор[251].
- Кустов, Борис Валентинович (62) — кинорежиссёр, оператор документального кино[252].
- Лемехова, Татьяна Ивановна (66) — российская баскетболистка и тренер, член женской сборной СССР по баскетболу, чемпион мира (1971), заслуженный тренер России по баскетболу[253].
- Милн, Аласдер (82) — британский продюсер, генеральный директор Би-би-си (1982—1987)[254].
- Мнацаканян, Александр Дереникович (76) — российский композитор, педагог[255]
- Мота, Мануэль (46) — испанский дизайнер свадебных платьев[256].
- Павлович, Корнел (69) — румынский футболист, лучший бомбардир чемпионата Румынии по футболу (1964)[257] Архивная копия от 14 июля 2014 на Wayback Machine.
- Рыскулова, Сауле Тураровна (79) — казахстанский учёный-радиоэколог, дочь репрессированного казахского просветителя Турара Рыскулова[258].
- Сурайкин, Николай Михайлович (76) — заместитель начальника Гуманитарного университета по оперативно-тактической подготовке (1987—1993), генерал-лейтенант в отставке[259].
- Толоконцев, Олег Махаммадович (42) — хоккеист, выступал за казанский «АкБарс» (1988, 1991—1996)[260].
- Явец, Цви (87) — израильский историк, один из создателей Тель-Авивского университета[261].

### 7 января

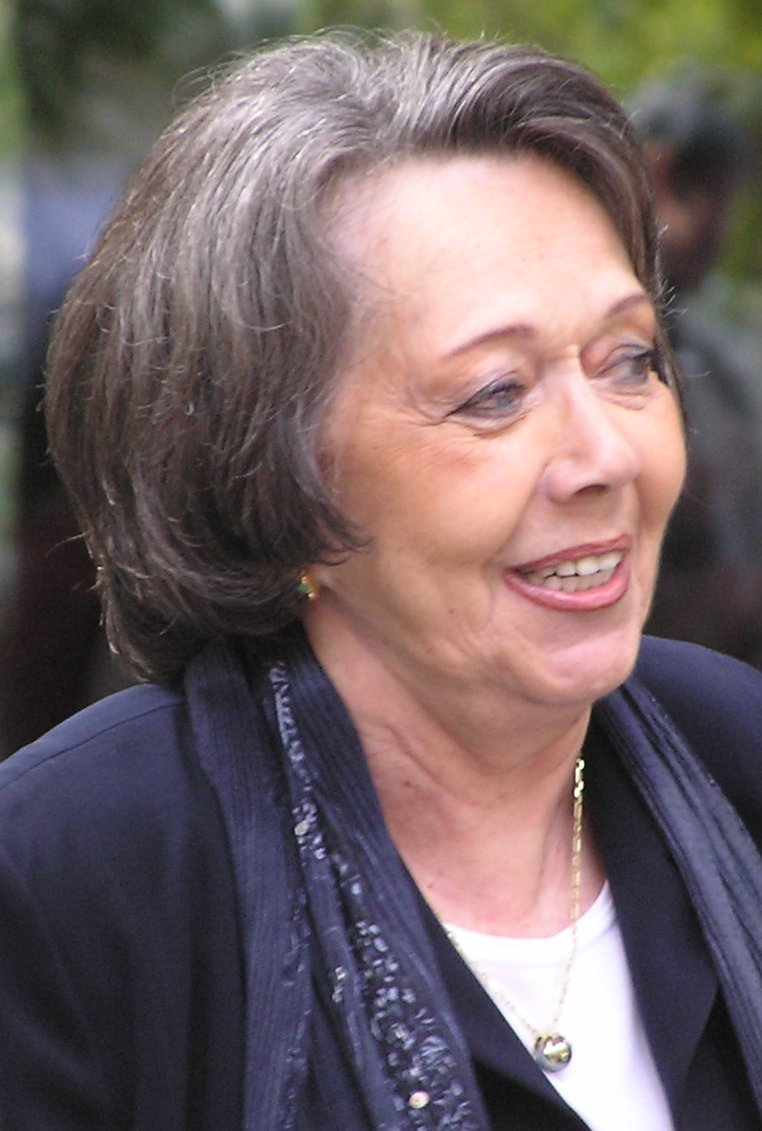
Иржина Ираскова

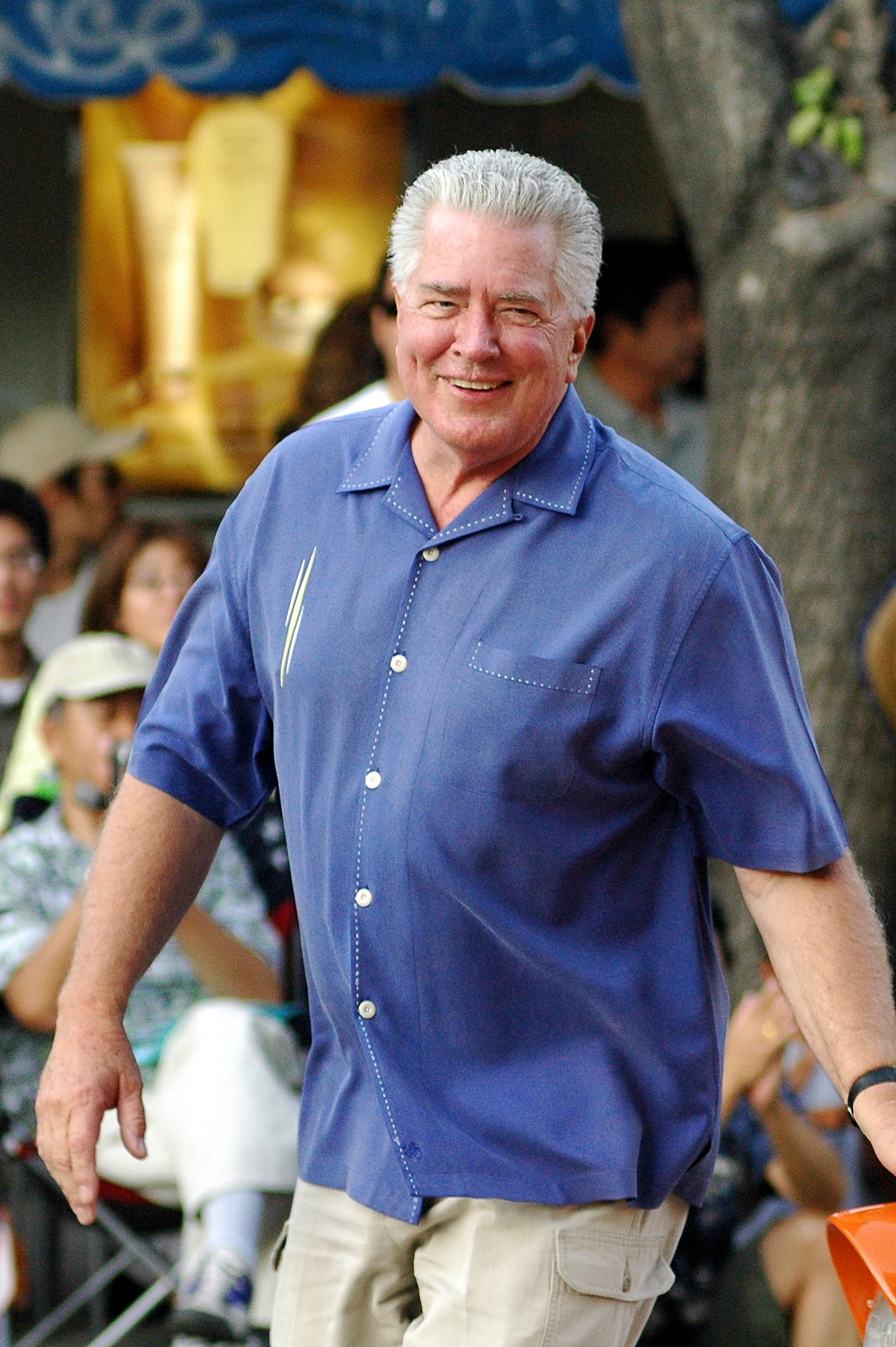
Хьюэлл Хаузер

- Барсков, Михаил Константинович (67) — заместитель главнокомандующего ВМФ по вооружению (1998—2004), лауреат Государственной премии РФ, вице-адмирал в отставке[262]
- Валле, Лилия де (84) — мексиканская актриса эпохи «Золотого века мексиканского кинематографа»[263]
- Епифаний (Норочел) (80) — архиепископ Бузэуский и Враничский (с 1982) Румынской православной церкви[264]
- Жигульский, Юрий Ефимович (76) — главный режиссёр Московского ТЮЗа (1976—1986), главный режиссёр Екатеринбургского ТЮЗа[265].
- Ираскова, Иржина (81) — чешская актриса[266].
- Крамер, Ричард Бен (62) — американский журналист, лауреат Пулитцеровской премии (1979), рак[267].
- Покровский, Евгений Александрович (70) — председатель избирательной комиссии Астраханской области (1996—2009), советник губернатора[268].
- Роне, Джозеф (77) — гаитянский политик, генеральный секретарь Объединённой партии гаитянских коммунистов (1973—1976)[269].
- Саенко, Татьяна Григорьевна (61) — Чрезвычайный и Полномочный Посол Украины в Республике Куба (2009—2013), по совместительству Чрезвычайный и Полномочный Посол в Венесуэле (2010—2013)[270].
- Самсонов, Марат Иванович (87) — российский художник-баталист, народный художник РСФСР[271].
- Тернер, Фред (80) — американский бизнесмен, генеральный директор McDonald’s (1977—2004)[272].
- Хаузер, Хьюэлл (67) — американский телеведущий, актёр[273].
- Хосид, Григорий Ниселевич (87) — последний из выживших узников Гродненского гетто[274].
- Хукстэйбл, Ада (91) — американский архитектурный критик, лауреат Пулитцеровской премии за «выдающуюся критику в течение 1969 года» (1971) (первая премия в данной номинации)[275][276].
- Черняева, Лидия Ивановна (92) — почётный гражданин г. Северодвинска (1988), краевед, участник Великой Отечественной войны[277].
- Эллис, Дэвид Ричард (60) — американский кинорежиссёр, актёр и каскадёр[278].

### 6 января

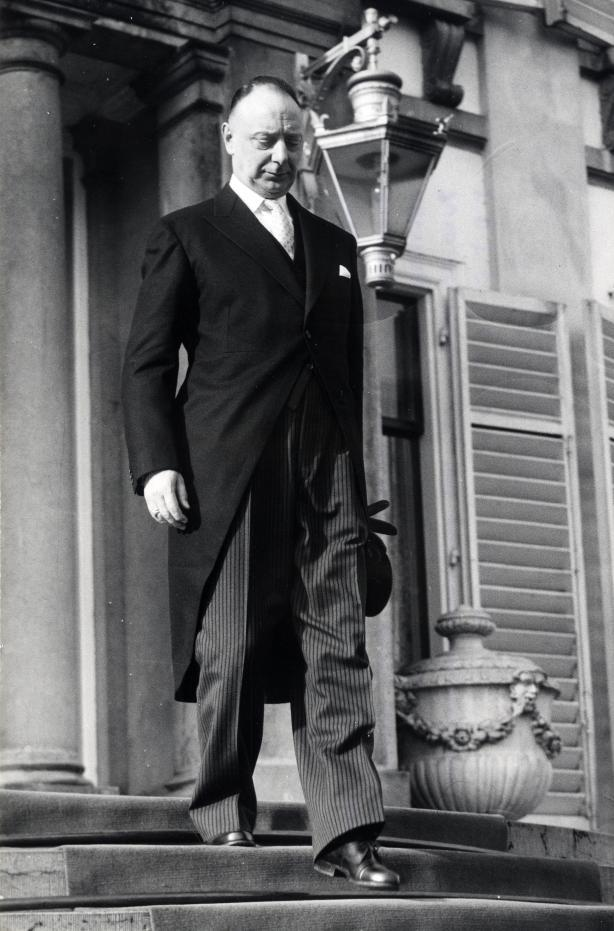
Кады Хусейн Ахмад

- Бабаев, Мурад Кочари оглы (61) — генеральный прокурор АзССР и Азербайджана (1991-92 гг.)
- Гранатуров, Григорий Петрович (91) — президент Международной федерации хоккея с мячом (1971—1991)[279].
- Дин, Реджинальд (110) — самый пожилой житель Великобритании[280].
- Кады Хусейн Ахмад (74) — пакистанский учёный и политик, лидер исламской партии «Джамаат-и ислами»[281].
- Кудлайте, Алдона (67) — литовская актриса, театральный режиссёр.
- Пуйят, Гонсало (79) — филиппинский спортивный функционер, президент Международной федерации баскетбола (1976—1984)[282].
- Теплитская, Вера Марковна (64) — профессор Воронежской государственной академии искусств, музыкант, педагог, заслуженная артистка России[283]..
- Фибер, Герхард (96) — немецкий режиссёр и продюсер, пионер мультипликации ФРГ[284].
- Хелдерс, Джерард (107) — нидерландский политик, министр по делам колоний (1957—1959), самый пожилой житель Нидерландов[285].
- Шевчук, Юлиан Сосфенович (88) — участник Великой Отечественной войны, отец Юрия Шевчука[286].

### 5 января

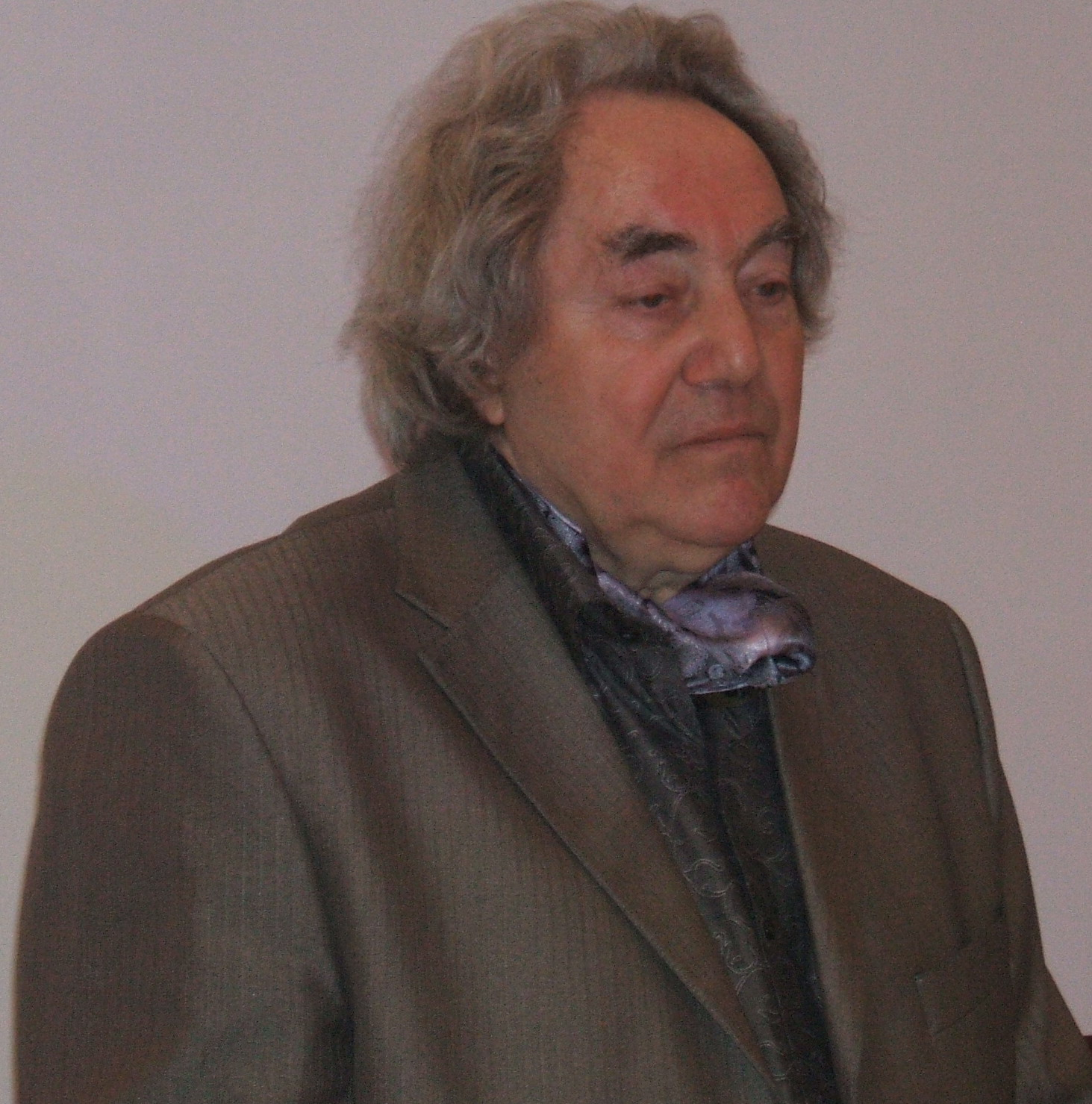
Владимир Кулешов

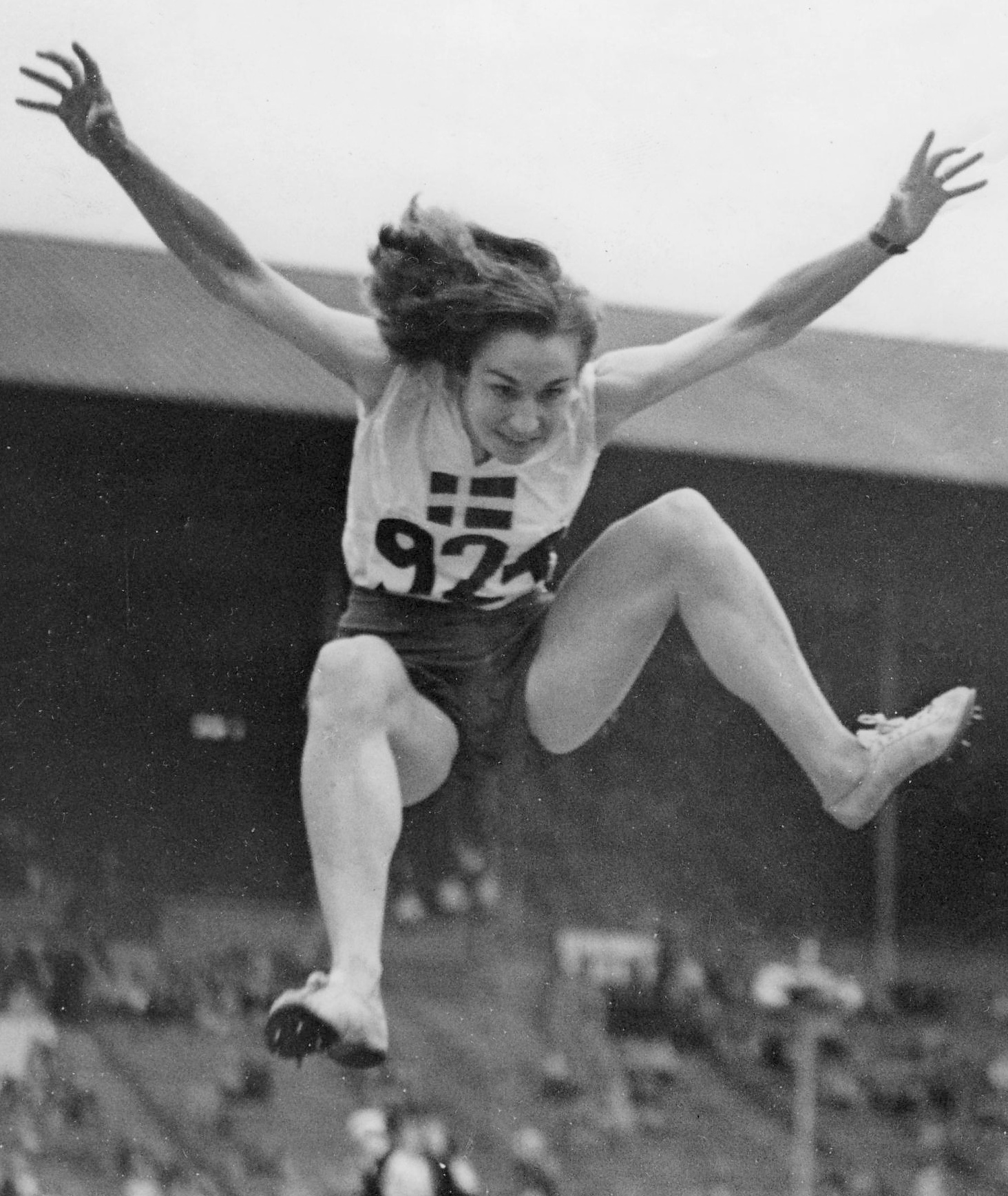
Анн-Бритт Лейман

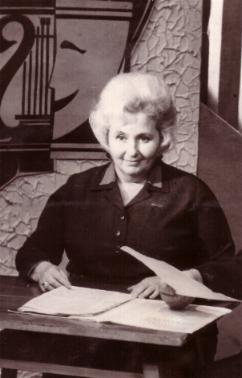
Маргарита Саенко

- Аджиашвили, Джемал (68) — грузинский поэт и переводчик[287].
- Алтунин, Евгений Никифорович (82) — секретарь Тюменского обкома КПСС (1978—1985); председатель Межведомственной территориальной комиссии по вопросам развития Западно-Сибирского нефтегазового комплекса при Госплане СССР (1985—1991)[288].
- Баннерджи, Харадхан (86) — индийский актёр[289].
- Гринхаус, Марта (91) — американская актриса[290].
- Кимакович, Виктор Иосифович (55) — украинский учёный и врач[291].
- Коган, Пьер (98) — французский велогонщик, победитель Гран-при Плуэ (1936), старейший участник Тур де Франс[292].
- Кук Т. С. (65) — американский сценарист, номинант на премию «Оскар» (1980)[293].
- Кулешов, Владимир Петрович (71) — российский флорист[294].
- Лейман, Анн-Бритт (90) — шведская легкоатлетка, бронзовый призёр летних Олимпийских игр в Лондоне (1948) по прыжкам в длину[295].
- Префонтен, Клод (79) — канадский актёр[296].
- Саенко, Маргарита Ивановна (85) — театральный критик и драматург[297].
- Хосело (76) — венесуэльский актёр-комик[298].
- Юрик, Сол (87) — американский писатель, по роману которого снят кинофильм «Воины»[299].

### 4 января

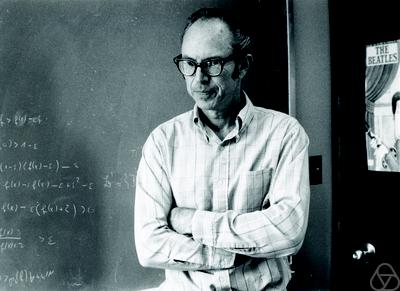
Роберт Фелпс

- Бабийчук, Василий Григорьевич (55) — генеральный секретарь «Динамо» (Киев)[300].
- Бханумати Деви (88) — индийская актриса, лауреат Национальной кинопремии (1966)[301].
- Варганова, Ангелина Анатольевна (41) — российская актриса театра «Сатирикон»[302].
- Гиршович, Михаил Исаакович (92) — ветеран Великой Отечественной войны, председатель ветеранской организации еврейской общины Эстонии[303].
- Жижич, Зоран (61) — премьер-министр Югославии (2000—2001)[304].
- Кеван, Дерек (77) — английский футболист, лучший бомбардир чемпионата Англии по футболу (1962)[305].
- Лип, Тони (82) — американский актёр («Кровь невинных»)[306].
- Пепеляев, Евгений Георгиевич (94) — лётчик-истребитель, командир истребительного авиаполка, наиболее результативный ас войны в Корее, Герой Советского Союза (1952)[307].
- Постнов, Алексей Алексеевич (97) — лётчик-истребитель, Герой Советского Союза (1943)[308].
- Самарас, Никос (42) — греческий волейболист, капитан сборной Греции по волейболу[309].
- Собослаи, Шандор (87) — венгерский актёр[310].
- Фелпс, Роберт (86) — американский математик, доказавший теорему Бишопа-Фелпса[англ.][311].
- Хольцман, Томас (85) — немецкий актёр («Кто вы, доктор Зорге?», роль Рихарда Зорге)[312].
- Шамин, Анвар (81) — маршал авиации Пакистана, начальник штаба ВВС Пакистана(1978—1985)[313].

### 3 января

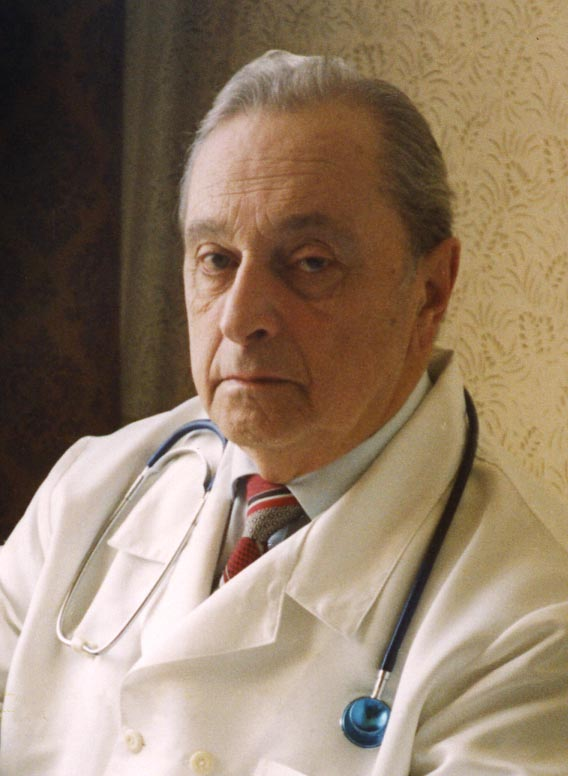
Владимир Ефетов

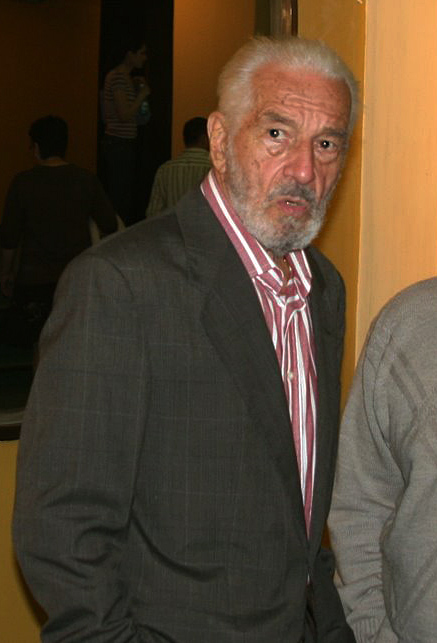
Серджиу Николаеску

- Грюнберг-Манаго, Марианна (91) — французский биохимик, президент Международного биохимического союза (1982—88), президент Французской академии наук (1995—1996), иностранный член АН СССР с 1988 года, иностранный член РАН с 1991 года. Родилась в Петрограде[314].
- Ефетов, Владимир Михайлович (89) — украинский учёный, хирург-онколог, профессор, Почётный гражданин Автономной Республики Крым[315].
- Иванов, Николай Александрович (90) — организатор кинопроизводства, первый заместитель генерального директора киностудии «Мосфильм» (1967—1984), Заслуженный работник культуры РФ, член Союза кинематографистов России[316]
- Кёся, Савелий Константинович (41) — российский актёр[317]
- Николаеску, Серджиу (82) — румынский кинорежиссёр, актёр[318].
- Пассар, Андрей Александрович (87) — народный сказитель, нанайский поэт, лауреат премии Правительства РФ «Душа России»[319].
- Рао С. Р. (90) — индийский археолог, первооткрыватель Лотхала[320].
- Стандер, Барри (25) — южноафриканский кросс-кантри-велосипедист, чемпион мира (2009)[321].
- Форд-Сампольская, Александра (65) — польская актриса, основатель и руководитель Варшавского литературного театра[322].
- Фрипп, Элфи (98) — британский лётчик, старейший пленник Второй мировой войны[323].
- Холлидей, Джимми (85) — шотландский политик, председатель Шотландской национальной партии (1956—1960)[324].
- Шепард, Пэтти (68) — испанская актриса[325].

### 2 января

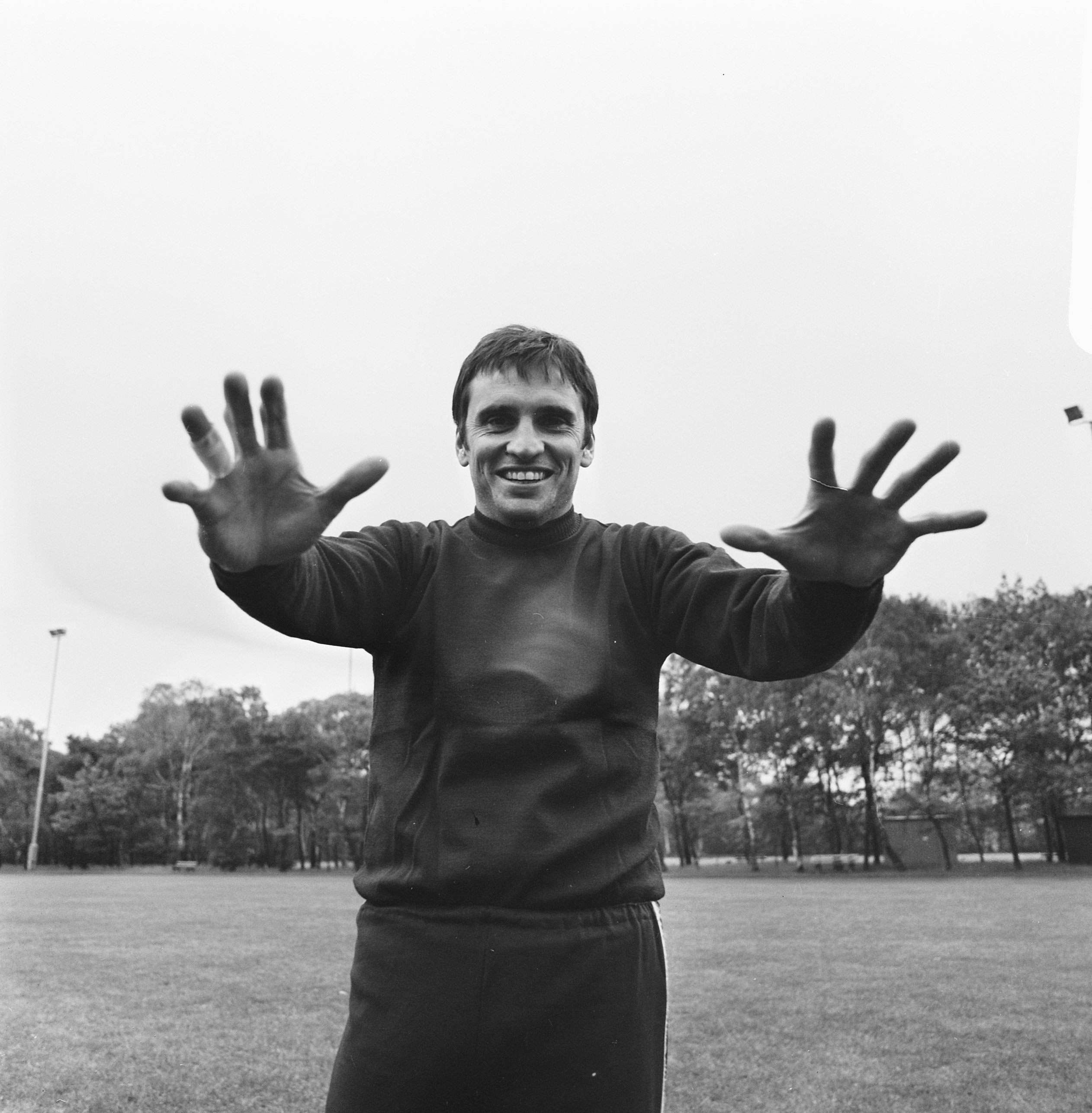
Ладислао Мазуркевич

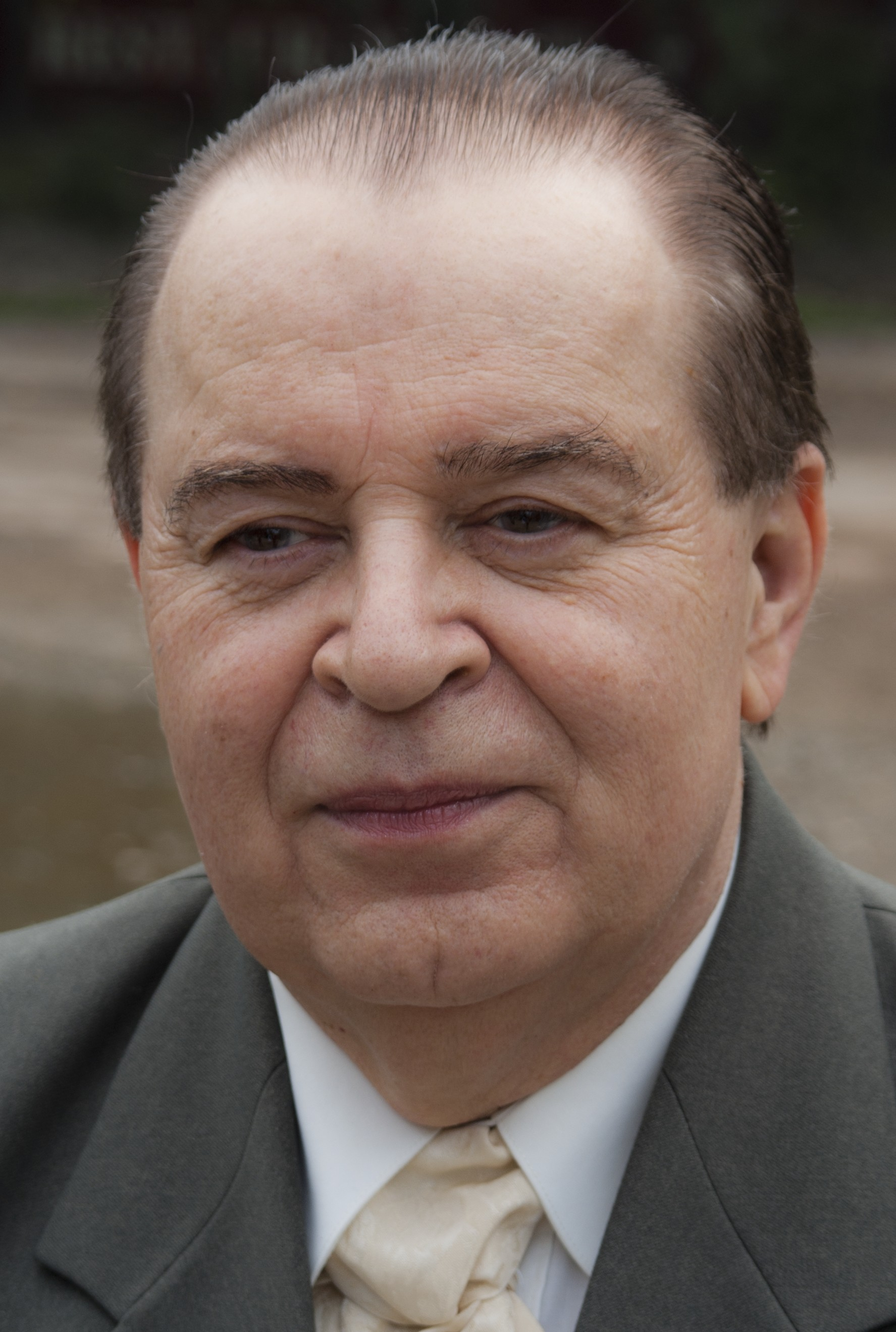
Геза Корконаи

- Безсмертнова Людмила Евгеньевна (90) — советская художница кино.
- Блэр, Врен (87) — канадский хоккейный тренер, победитель чемпионата мира (1958)[326].
- Вертимер, Нед (89) — американский актёр[327].
- Каргл, Консил (77) — американский актёр[328].
- Каримова, Саима Сафиевна (86) — главный геолог Южно-Якутской комплексной экспедиции в 1968—1988 годах, Герой Социалистического Труда (1976), лауреат Государственной премии СССР (1982)[329].
- Корокнаи, Геза (64) — венгерский актёр[330].
- Мазуркевич, Ладислао (67) — уругвайский футболист, вратарь, участник трёх чемпионатов мира[331]..
- Маккивер, Иэн (42) — ирландский альпинист, рекордсмен мира[332].
- Мулла Назир[англ.] (38) — ведущий активист пакистанских талибов в Южном Вазиристане, убит[333].
- Евгений Пожидаев (91) — советский военный деятель, генерал-лейтенант.
- Риарден, Мэми (114) — старейшая жительница США[334].
- Родиченко, Владимир Сергеевич (81) — почетный вице-президент Олимпийского комитета России с 2005, вице-президент Всероссийской федерации легкой атлетики (1990—2005), доктор педагогических наук[335].
- Рычкова, Анна Ивановна (62) — актриса хакасского театра кукол «Сказка», заслуженная артистка России, Народная артистка Республики Хакасия[336].
- Санвальд, Рудольф (81) — австрийский футболист, вратарь сборной Австрии по футболу (1955—1965)[337].
- Тофан, Виктор Васильевич (73) — украинский тренер по велоспорту, заслуженный тренер Украины[338].
- Харифаи, Захарира (83) — израильская актриса[339].

### 1 января

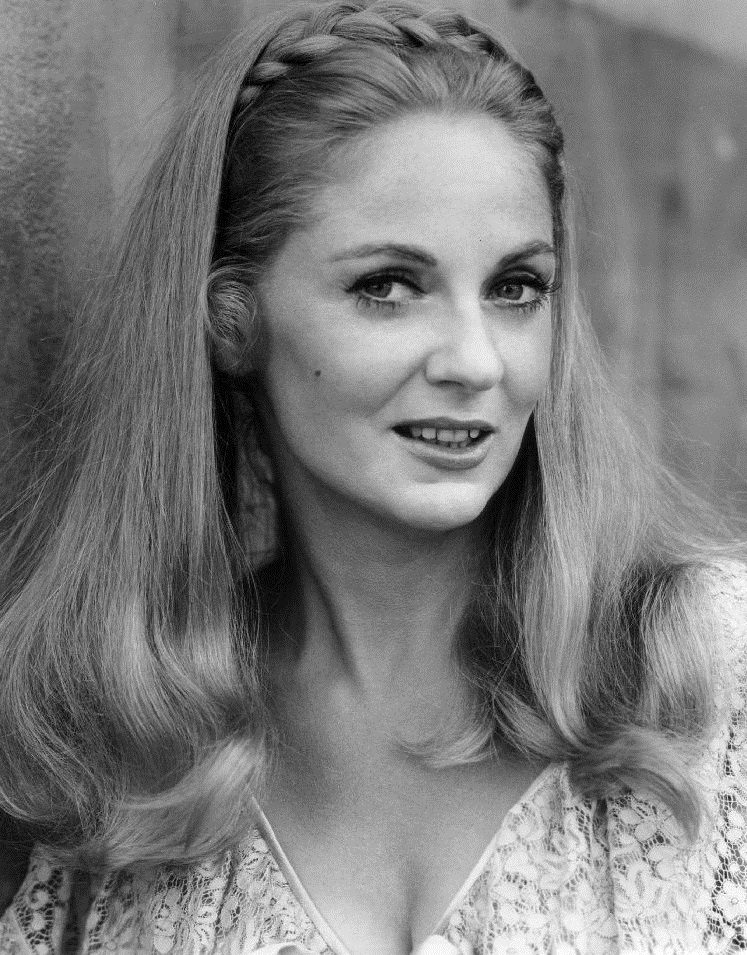
Барбара Верле

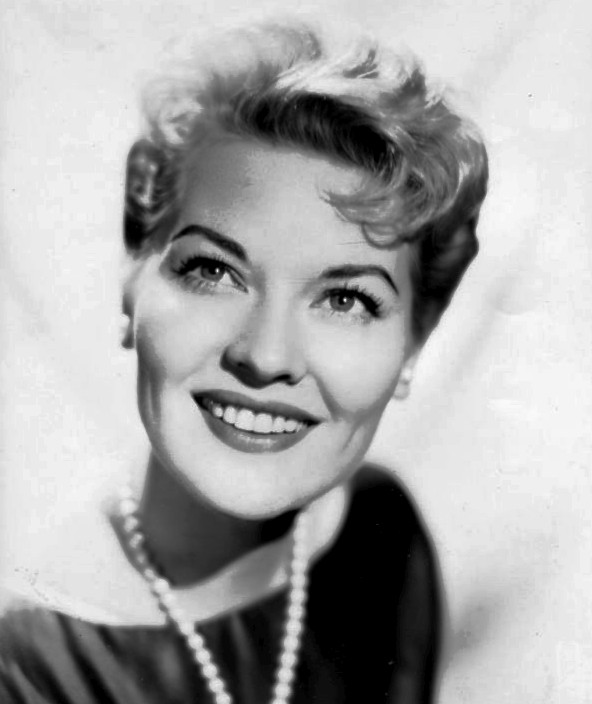
Патти Пэйдж

- Александров, Юрий Васильевич (49) — советский боксёр, чемпион мира (1982), многократный чемпион СССР, вице-президент Федерации профессионального бокса России[340].
- Вантола, Мариан (86) — польский художник-мультипликатор («Болек и Лёлек», «Рекс»)[341]
- Верле, Барбара (84) — американская актриса[342].
- Дражанчич, Анте (84) — югославский (хорватский) врач-гинеколог, профессор медицины[343].
- Дубок, Виктор Григорьевич (77) — советский и украинский архитектор, заслуженный архитектор Украины[344].
- Каллахан, Роберт (82) — американский юрист, председатель Верховного суда Коннектикута (1996—1999), болезнь Паркинсона[345].
- Камачо, Эдгар (76) — министр иностранных дел Боливии (1970 и 1985)[346]. Архивная копия от 3 октября 2013 на Wayback Machine
- Клопотовский Арсений Павлович (88) — советский и российский художник, заслуженный художник России[347].
- Крован, Майкл (61) — американский графический дизайнер придумавший название для Amazon Kindle[348].
- Крупенков, Александр Николаевич (61) — писатель, историк, краевед, Почётный гражданин Белгорода[349]
- Марков, Владимир Фёдорович (92) — американский славист, специалист по творчеству Велимира Хлебникова, историк русского модернизма, публицист[350].
- Мартин-Дженкинс, Кристофер (67) — британский спортивный журналист, ведущий программы о крикете «Test Match Special» на BBC Radio 4, президент Мэрилебонского крикетного клуба; рак[351].
- Патти Пейдж (85) — американская певица, звезда 1950-х годов[352].
- Первышин, Евгений Константинович — художник газеты «Вечерний Челябинск», карикатурист, живописец[353].
- Ракитич, Слободан (72) — сербский писатель и политик, один из создателей «Сербского Движения обновления» и её парламентский лидер (1991—1994), президент Ассоциации писателей Сербии (1994—2005)
- Рыбак, Моисей Борисович (78) — радиоведущий программы «Джаз для коллекционеров» на радио «Эхо Москвы»[354].
- Техрани, Моштаба (79) — иранский шиитский Великий аятолла[355].
- Торкин, Виктор Алексеевич (94) — скрипач, концертмейстер Самарского театра оперы и балета, старейший музыкант Самары[356]
- Фёдоров, Александр Владимирович (47) — избранный глава администрации Озёрска (с 26.12.2012)[357].
- Фридман, Авраам-Иаков (84) — израильский раввин, ребе из садигурской династии[358].
- Хэнкокс, Аллан (80) — кенийский юрист, председатель Верховного суда Кении (1989—1993)[359].
- Шишкин, Анатолий Семёнович (60) — заместитель командующего Космическими войсками, начальник штаба Войск РКО (1997—2001), генерал-лейтенант[360]
- Эллиот, Ллойд Хартман (94) — президент Университета Джорджа Вашингтона (1965—1988)[361].